# Subboreal (período)

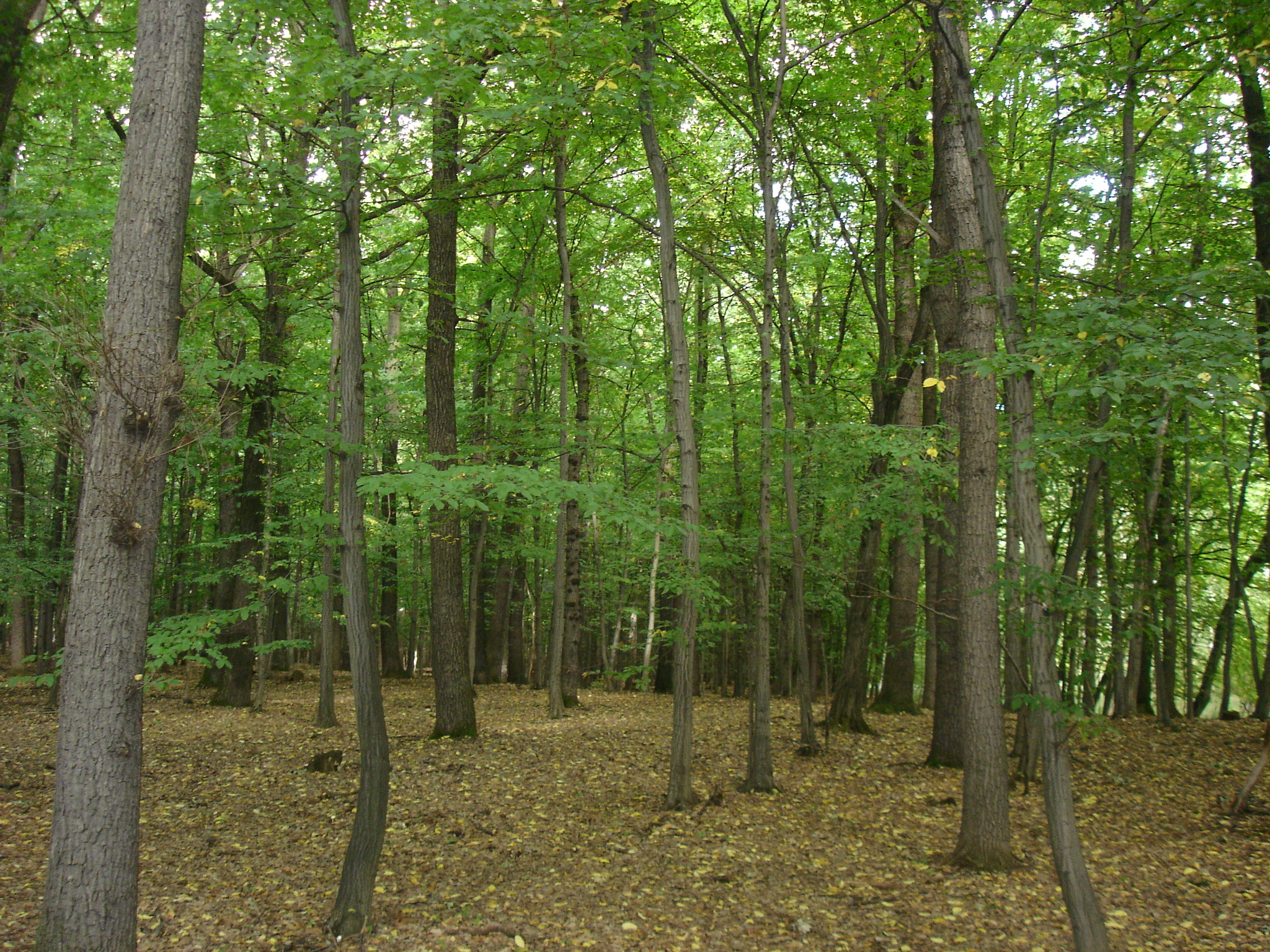
Bosque de roble-carpe en Žernov, República Checa.

El periodo  Subboreal es un periodo climático, inmediatamente anterior al actual, en el Holoceno. 
Duró desde 3710 hasta 450 a. C..

## Etimología
El término científico compuesto Subboreal, que significa "debajo del Boreal", se deriva del latín sub (debajo, debajo de) y el griego Βορέας, de Boreas, el dios del viento del norte. Rutger Sernander introdujo este término por primera vez en 1889 para distinguirlo del Boreal, que Axel Blytt había establecido en 1876.

## Historia
El Subboreal siguió al Atlántico y fue seguido por Subatlántico. El Subboreal es equivalente a la zona de polen IVa y IVb de W. H. Zagwijn y la zone VIII de T. Litt's pollen. En el esquema de polen de Fritz Theodor Overbeck, ocupa la zona de polen X.
En paleoclimatología, está dividido en Subboreal antiguo y Subboreal temprano. Históricamente, el Subboreal es equivalente a la mayoría del Neolítico y la Edad del Bronce, que comenzó hace 4200 a 3800 años.

## Asignación de fechas
El Subboreal generalmente se define como de 3710 a 5660 años a. C. El límite inferior es flexible, ya que algunos autores prefieren usar 4400 a. C. o 6350 a. C. en el noroeste de Polonia, incluso 4830 a. C., o 6780 a. C. Y otros usan 5000 años de calendario, o 3050 a. C. El límite superior de Subboreal y, por lo tanto, el comienzo del Subatlántico, también es flexible y se puede atribuir desde 1170 a 830 a. C., pero generalmente se fija en 450 a. C. En años varva, el Subboreal es de 5660 a 2750 años a. C.
El límite entre el Subboreal más viejo y el más joven se considera 1350 a. C.

## Evolución climática

Variaciones de temperatura durante el Holoceno.

El clima en general era más seco y ligeramente más frío (alrededor de 0,1 °C) que en el Atlántico anterior, pero aún más cálido que en la actualidad. Las temperaturas fueron 0,7 °C más altas que durante el Subatlántico siguiente. En consecuencia, en Escandinavia, el límite inferior de los glaciares era de 100 a 200 m más alto que durante el Subártico. En general, las temperaturas oscilantes disminuyeron ligeramente en el curso del Subboreal en aproximadamente 0,3 °C.[cita requerida]
En la Región del Egeo, el comienzo del Subboreal estuvo marcado por una sequía pronunciada, centrada alrededor de 5600 años a. C. De mucha mayor importancia como el fin del período húmedo de África, reflejado en los lagos de África subtropical (como el lago Chad) experimentando una caída rápida en sus niveles de agua. Durante el intervalo de 6200 a 5000 años a. C., las condiciones más secas se dieron en el sur de Mesopotamia, causando grandes cambios demográficos y probablemente instigando el final de Uruk.
En Alemania, se puede observar un enfriamiento climático drástico alrededor de 5000 años a. C. de varva en los maar de Eifel. En el intervalo precedente que duró de 8200 a 5000 años varva (Máximo del Holoceno), las temperaturas de julio fueron en promedio aún 1 °C más altas. Al mismo tiempo, las temperaturas de enero estaban aumentando y la precipitación anual precipitación aumentó.
En África del Norte y en Cercano Oriente, el intervalo de 4700 a 4100 años a. C. tuvo condiciones secas renovadas y duraderas, como lo indican los mínimos del nivel del lago. Entre el 4500 y el 4100 a. C., las precipitaciones monzónicas se debilitaron, una posible causa para los trastornos que llevaron al final del Antiguo Reino de Egipto.
El Levante muestra una evolución climática similar. Las condiciones secas que prevalecen en Mesopotamia alrededor del 4200 a. C. probablemente influyeron en la caída del Imperio acadio.

### Dióxido de Carbono
Los niveles de dióxido de carbono habían alcanzado el comienzo del Subboreal, su valor mínimo del Holoceno de 260 ppm. Durante el Subboreal, comenzó a subir y llegó a 293 ppm al final del período. As a comparison, today's value is over 400 ppm.

## Historia vegetal

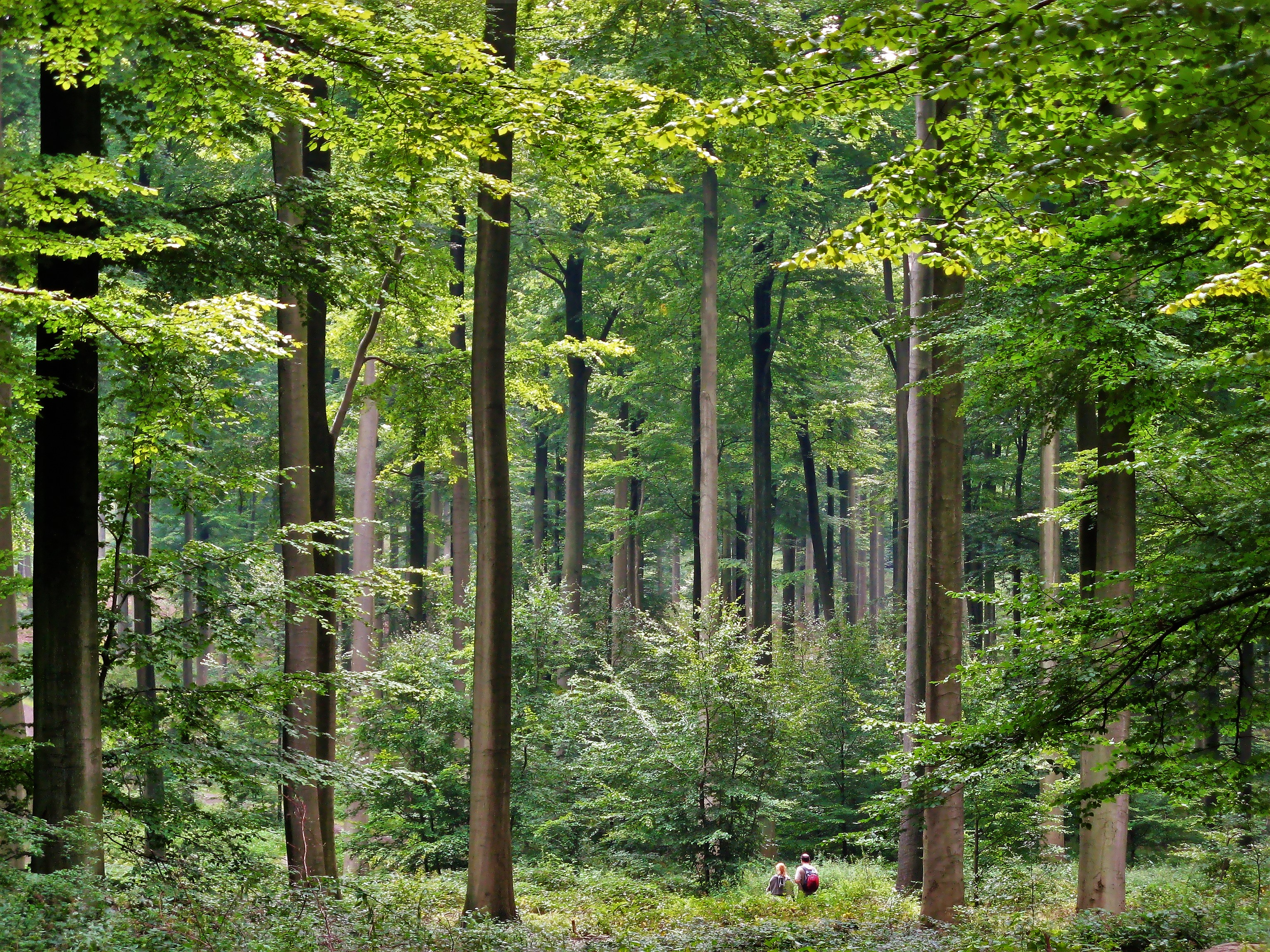
Hayedo en el bosque de Sonian cerca de Bruselas, Bélgica

En Escandinavia, el límite Atlántico / Subboreal muestra un cambio vegetativo distinto. Tat es menos pronunciada en Europa occidental, pero su bosque mixto típico roble muestra un declive bastante rápido en olmo y  linden. La disminución en tilo no se entiende completamente; puede deberse a un enfriamiento o a una intervención humana. La disminución en el olmo probablemente se deba a la enfermedad del olmo, causada por el ascomicetos  Ceratocystis ulmi , pero los cambios climáticos y la presión antropogénica en los bosques deben considerarse también. La disminución en el olmo, con una recesión de 20 a 4%, como se observó en el polen de Eifel maar, se ha fechado en Europa Central y del Norte como 4000 años a. C., pero fue más probable que fuera diacrónico durante el intervalo de 4350 a 3780 a. C.
Otro evento importante fue la inmigración de haya europea (fagus sylvatica) y carpe (carpinus betulus) de sus retiros en los Balcanes y sur de los Apeninos. Esto también sucedió de forma diacrónica: el polen de haya se encuentra por primera vez en el intervalo de 4340 a 3540 aC, el polen de carpes algo más tarde entre 3400 y 2900 a. C. Con el inicio del Younger Subboreal es la propagación masiva de haya. El establecimiento de haya y carpe estuvo acompañado por plantas indicadoras para asentamientos humanos y agricultura como cereales y plátano (plantago lanceolata), y avellano estaba retrocediendo.
El clima relativamente seco durante el subboreal fomentó la expansión de las plantas de brezo (ericaceae).

## Nivel del mar

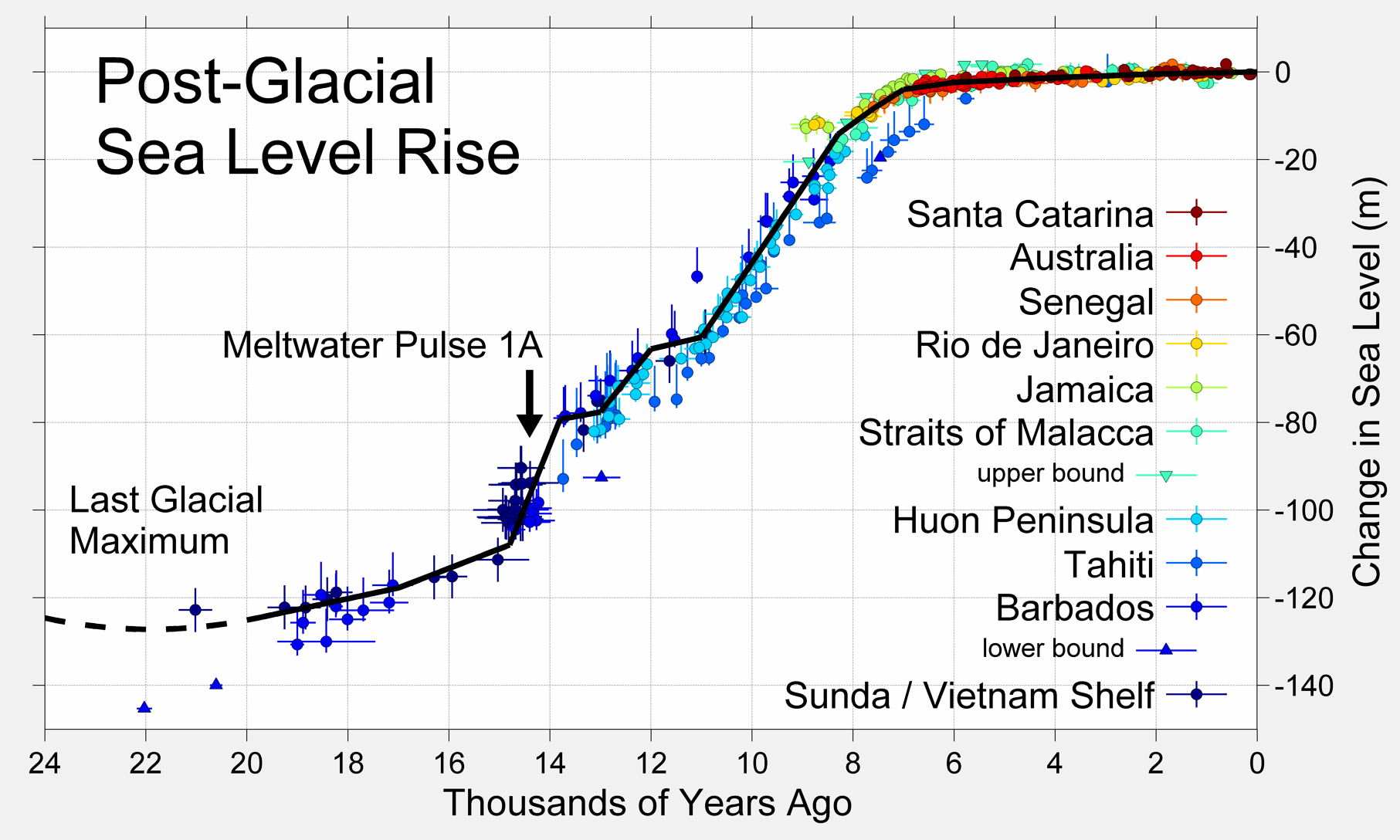
Aumento del nivel del mar posglacial.

Al igual que en el Atlántico, el nivel del mar global siguió aumentando durante el Subboreal, pero a un ritmo mucho más lento. El aumento fue de aproximadamente 1 m, lo que corresponde a una tasa de 0,3 mm por año. Al final de Subboreal, el nivel del mar era aproximadamente 1 m por debajo del valor actual.

### Evolución en el Báltico
En la  Báltica el Mar de Litorina ya se había establecido antes del inicio del Subboreal. Durante el subboreal antiguo, la  segunda transgresión de Litorina elevó el nivel del mar a 1 m por debajo del valor real. Después de una "Regresión post-litorina" intermedia, la "Tercera transgresión de Litorina" alcanzó los 60 cm por debajo del presente y durante el Subentántico inicial, alcanzó el valor actual.

### Evolución región del Mar del Norte
En la región de Mar del Norte, la transgresión flandriana del Atlántico fue seguida por una leve regresión o estancamiento al comienzo de la Subboreal.